# Spielegalaxie
Die Spielegalaxie ist eine Gameshow, die von Thomas Brezina entwickelt und zu Beginn auch moderiert wurde. Zwei Teams mit je zwei Spielern traten dabei gegeneinander an. Die Gewinner durften an einer Wand Memory spielen. Die gezeigten und richtig genannten Karten stellten Gewinne dar, außerdem konnte man eine Reise ins Ravensburger Spieleland gewinnen. Die deutsche Erstausstrahlung war am 7. Oktober 2001 auf Super RTL, ab dem 7. Oktober 2007 zeigte auch NICK die Sendung. Bis 2008 wurden neue Folgen produziert, danach wurde die Sendung eingestellt.
Im Jahr 2009 begann Nickelodeon mit einer Neuauflage der Sendung, die von Scopas (Berlin) produziert und von Marcus Werner sowie Nela Panghy-Lee moderiert wurde. Es traten jeweils zwei Schulklassen gegeneinander an. Die Gewinnerklasse konnte im Finalspiel Pooltauchen nach Gewinnen suchen. Die Neuauflage startete am 26. September 2009 auf NICK.